# Gruppmarkör
Gruppmarkör är en sociologisk term för en typ av beteende som används för att markera gemenskapen med en grupp. En individ kan använda kroppsspråk, gester, handlingar, tal, klädsel, uppförande etc. som gruppmarkör för att visa på och stärka samhörigheten med en viss grupp.

## Språkstil som gruppmarkör
När man använder sin språkstil som gruppmarkör varierar man denna efter språket inom gruppen, s.k. gruppspråk. Man väljer att använda vissa ord och utesluta andra, till exempel utesluta slangord när man talar med lärare men använda det då man ska ”spela tuff”. Man använder kroppsspråk, uttryck och ord som är kända för och används av gruppens medlemmar och visar på så sätt en gemenskap med de andra inom gruppen.
I R. Jonssons doktorsavhandling ”Blatte betyder kompis” tas flera exempel på gruppmarkörer upp. ”Det är svårt att sätta fingret på vad som formar denna gemenskap, men den kommer till uttryck i små detaljer, i hur killar kommunicerar, tilltalar varandra eller umgås på lektioner och raster.” 
Ett gruppspråk utgörs av diverse språkliga gruppmarkörer och skapas av gruppmedlemmarna. Gruppspråket håller ihop gruppen och för att visa sin tillhörighet till denna väljer man att tala detta språk. Därmed fyller språket och dess gruppmarkörer funktionen att visa vem man är och vilken grupp man tillhör. 

## Språk som gruppmarkör
Vid två- eller flerspråkighet kan valet av språk användas som för att markera sin gemenskap med gruppen. I hemlandet används modersmålet för att det där betraktas med hög status och visar att man tillhör folkgruppen. Språkvalet kan även användas för att markera någons utanförskap i kontrast till ens egen samhörighet med en grupp.

## Dialekt som gruppmarkör
Enligt psykologen Robin Dunbar utvecklas dialekter som gruppmarkörer. Eftersom det är svårt att i vuxen ålder utveckla en dialekt är detta en säker gruppmarkör för de dialekttalande. Utifrån denna teori kan man, utöver att bestämma vilka som tillhör gruppen, upptäcka främlingar och nykomlingar inom gruppen med hjälp av dialekten.